# Paříž patří nám
Paříž patří nám (v originále Paris nous appartient) je francouzský hraný film z roku 1958, který režíroval Jacques Rivette. Premiéra filmu proběhla až 13. prosince 1961.

## Děj
V Paříži během léta 1957, navzdory materiálním potížím, skupina mladých lidí připravuje inscenaci divadelní hry Perikles od Shakespeara. Zkoušky ale komplikují různé události. Anne, která se připojila ke svému bratrovi Pierrovi, naruší skupinu tím, že flirtuje s jedním z mladíků. Ve stejné době Philip, americká oběť mccarthismu, vyvolává v souboru úzkost, neboť evokuje události, které vedly k sebevraždě jednoho španělského skladatele.

## Obsazení
| Betty Schneider    | Anne              |
| Giani Esposito     | Gérard            |
| Daniel Crohem      | Philippe          |
| Françoise Prévost  | Terry             |
| François Maistre   | Pierre            |
| Jean-Claude Brialy | Jean-Marc         |
| Paul Bisciglia     | Paul              |
| Birgitta Juslin    | Brigitta          |
| Jean-Marie Robain  | doktor Degeorges  |
| Jean Martin        | herec             |
| Henri Poirier      | Gérardův asistent |
| Louise Roblin      | Pierrův přítel    |
| Jean-Luc Godard    | muž na terase     |

## Místa natáčení
Film byl celý natočen v Paříži, zejména na těchto místech:
- 4. obvod: Place du Châtelet a střecha Théâtre de la Ville
- 5. obvod: Place de la Sorbonne
- 6. obvod: Place Saint-Sulpice, Rue des Canettes a Pont des Arts
- 8. obvod: Place de l'Etoile
- 15. obvod: okolí stanice metra Dupleix
- 18. obvod: divadlo pod širým nebem na Montmartru v Jardin des Arènes-de-Montmartre